# Haratice
Haratice jsou vesnice, část obce Plavy v okrese Jablonec nad Nisou. Nachází se asi 1,5 kilometru východně od Plavů. Haratice jsou také název katastrálního území o rozloze 2,82 km².

## Historie
První písemná zmínka o vesnici pochází z roku 1624.

## Galerie

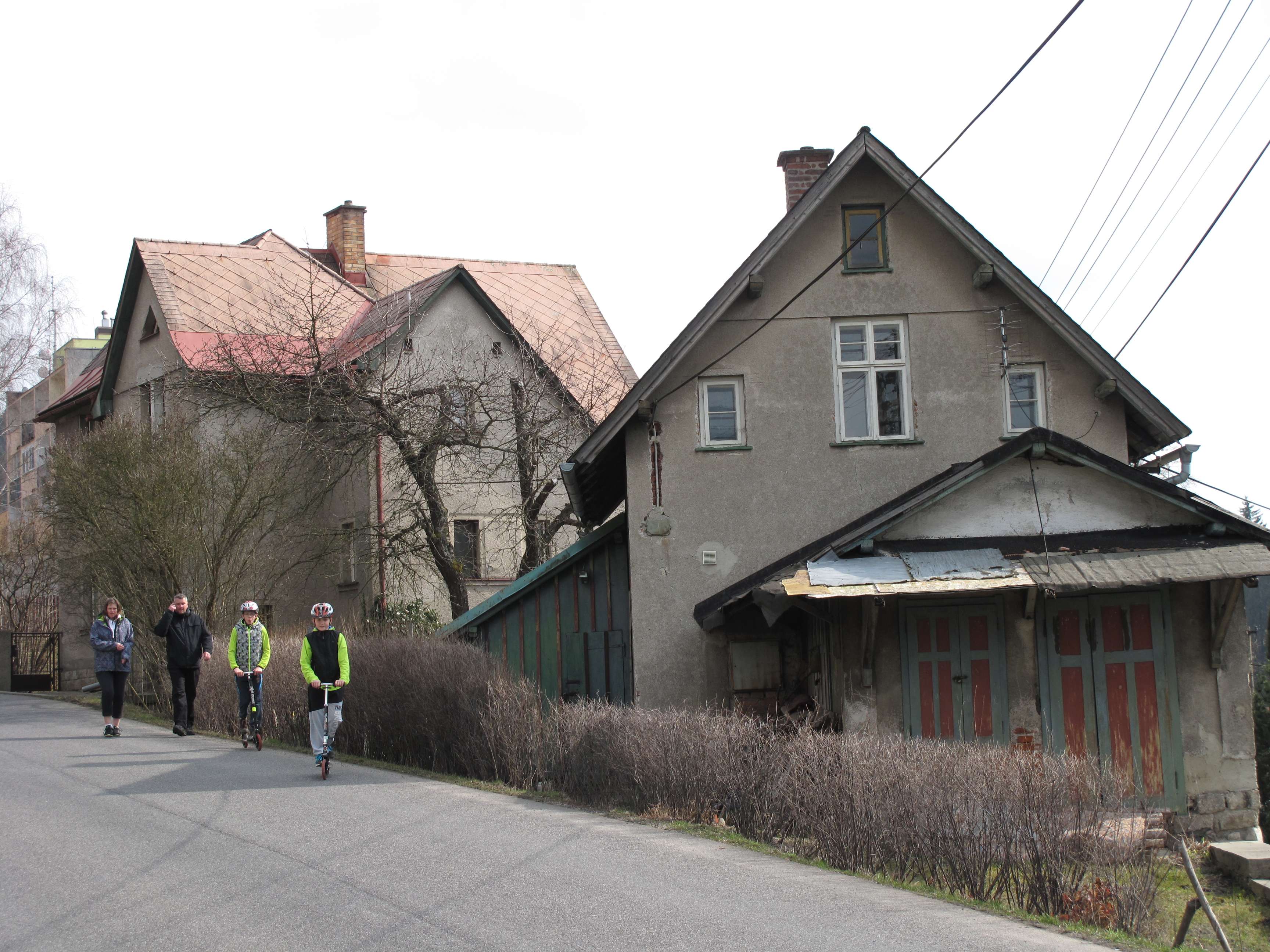
Lidé
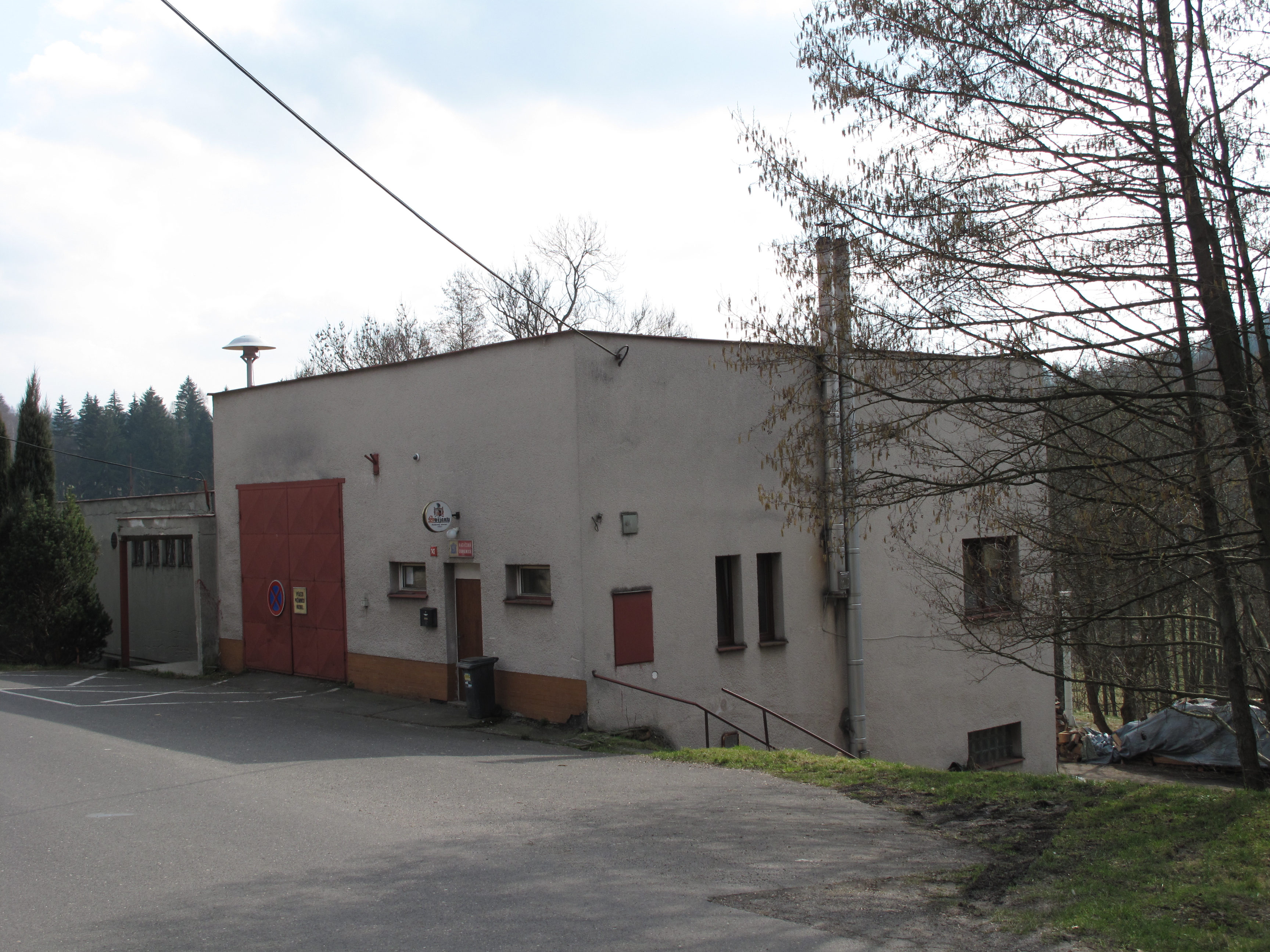
Požární zbrojnice
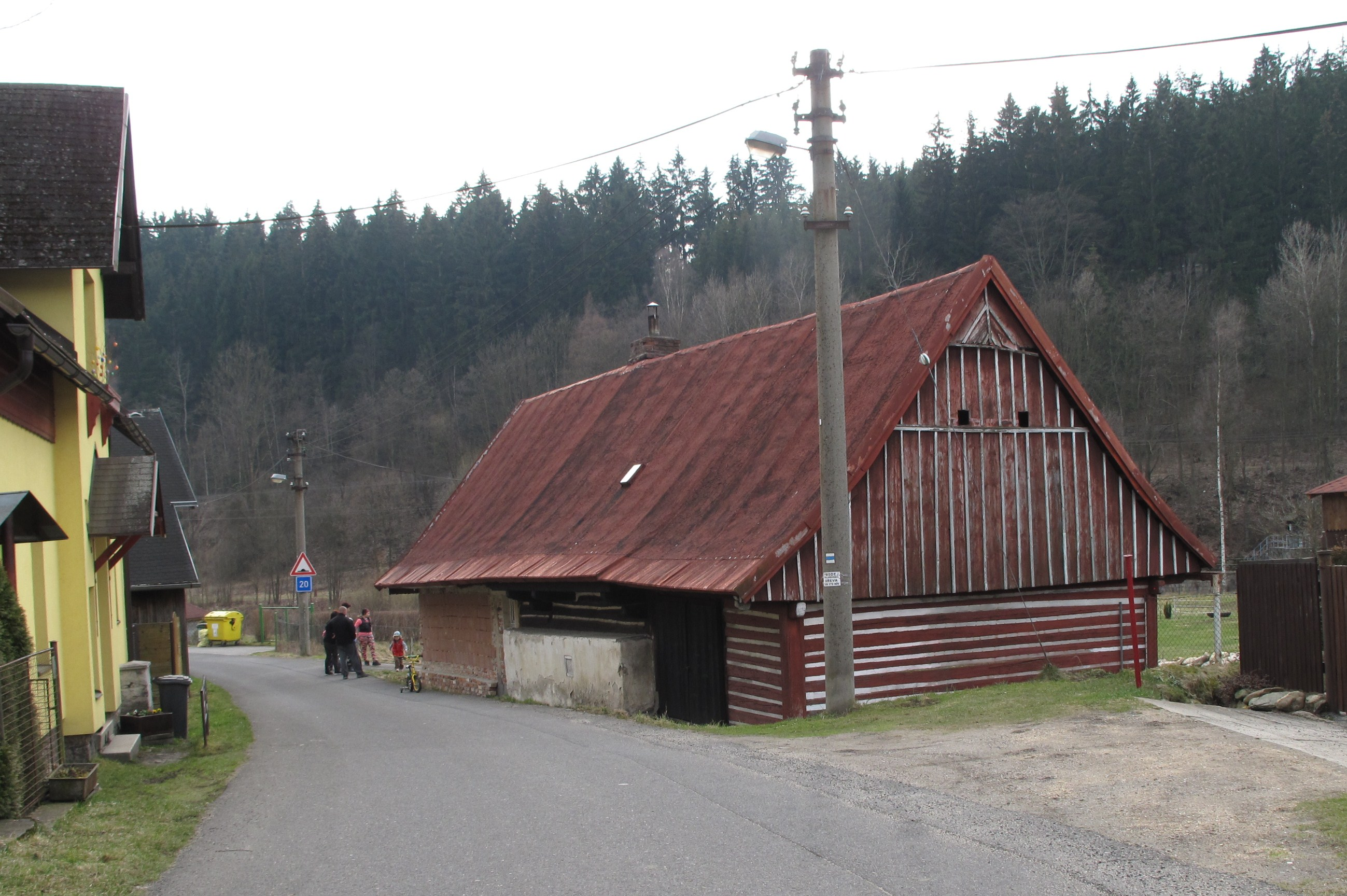
Roubenka